# Герб Акрешорів
Герб Акрешорів — офіційний символ села Акрешори, Косівського району Івано-Франківської області, затверджений 30 вересня 2003 р. рішенням сесії сільської ради.
Автори — А. Гречило,  Д. Попович і М. Рибчанський.

## Опис герба
У золотому полі над пониженою синьою хвилястою балкою три червоні черешні з двома зеленими листочками, обабіч них — по червоно-золотій писанці, вгорі— відділена ламано (у 3 виступи) синя глава.

## Значення символів
Ламане ділення вказує на розташування села в Карпатах, а хвиляста смуга уособлює річку Акру. Плоди і квіти черешні розповідають про багатство природи, а писанки символізують місцеві промисли.